# Liste der Kulturdenkmäler in Oberbrechen
Die folgende Liste enthält die in der Denkmaltopographie ausgewiesenen Kulturdenkmäler auf dem Gebiet des Ortsteils Oberbrechen der Gemeinde Brechen, Landkreis Limburg-Weilburg, Hessen.
Hinweis: Die Reihenfolge der Denkmäler in dieser Liste orientiert sich an der Anschrift, alternativ ist sie auch nach der Bezeichnung, der vom Landesamt für Denkmalpflege vergebenen Nummer oder der Bauzeit sortierbar.
Kulturdenkmäler werden fortlaufend im Denkmalverzeichnis des Landes Hessen durch das Landesamt für Denkmalpflege Hessen auf Basis des Hessischen Denkmalschutzgesetzes (HDSchG) geführt. Die Schutzwürdigkeit eines Kulturdenkmals hängt nicht von der Eintragung in das Denkmalverzeichnis des Landes Hessen oder der Veröffentlichung in der Denkmaltopographie ab.

| Bild                     | Bezeichnung                           | Lage                                                                        | Beschreibung | Bauzeit                | Objekt-Nr. |
| ------------------------ | ------------------------------------- | --------------------------------------------------------------------------- | --- | ---------------------- | ---------- |
| Bahnhofsgebäude          | Bahnhofsgebäude                       | Frankfurter Straße o. Nr. LageFlur: 6, Flurstück: 44/2                      | | 1875                   | 50917 DDB  |
|                          |                                       | Frankfurter Straße 3 LageFlur: 5, Flurstück: 94/1                           | | 1902                   | 50944 DDB  |
|                          |                                       | Frankfurter Straße 16 LageFlur: 4, Flurstück: 190                           | | 1825 bis 1875          | 50918 DDB  |
| Votivtafel               | Votivtafel                            | Frankfurter Straße 37 LageFlur: 1, Flurstück: 161                           | | 1751                   | 50921 DDB  |
| weitere Bilder           | Pfarrhaus                             | Frankfurter Straße 50 LageFlur: 4, Flurstück: 309                           | | 1819                   | 50919 DDB  |
| weitere Bilder           | Schultheißenkapelle                   | Frankfurter Straße 52 LageFlur: 4, Flurstück: 310                           | | 1693                   | 50920 DDB  |
| weitere Bilder           | Kurtrierischer Stundenstein           | Frankfurter Straße o. Nr. Lage                                              | | 1789                   | 50922 DDB  |
| weitere Bilder           | Ehem. Kurfürstliche Mühle             | Frankfurter Straße 76 LageFlur: 3, Flurstück: 167                           | | 1748                   | 50923 DDB  |
| Friedhofsmauer           | Friedhofsmauer                        | Auf dem Gässchen o. Nr. LageFlur: 3, Flurstück: 81                          | Geschützt ist die Umfassung des 1843 angelegten Friedhofes aus Bruchsteinmauer und die klassizistischen Portalpfosten aus Villmarer Marmor. | 1843                   | 50924 DDB  |
| weitere Bilder           | Bildstock                             | Herrenberge o. Nr. (Fußpfad nach Niederselters) LageFlur: 8, Flurstück: 159 | | 1762                   | 50925 DDB  |
| Marienkapelle            | Marienkapelle                         | Frankfurter Straße o. Nr. (B 8) LageFlur: 8, Flurstück: 215                 | Die neugotische Kleinkapelle mit einer Blendgliederung, Lisenen und Schieferdach wurde 1877 errichtet. Nach 1945 wurde die früher formenreicher Kapelle mit Ecktürmchen u. a. vereinfacht. Am Standort, der „Heiligen Eich“ ist seit dem Mittelalter eine Kapelle überliefert.                                                                                   | 1877                   | 50926 DDB  |
| Bildstock Herrenberge 34 | Bildstock                             | Herrenberge 34 LageFlur: 3, Flurstück: 105                                  | | 1741                   | 50927 DDB  |
| Antoniuskapelle          | Antoniuskapelle                       | Kapellenstraße o. Nr. LageFlur: 4, Flurstück: 42                            | | 1882                   | 50928 DDB  |
| weitere Bilder           | Katholische Pfarrkirche Sieben Brüder | Kirchstraße 5 LageFlur: 1, Flurstück: 67                                    | | Anfang 18. Jahrhundert | 50929 DDB  |
| weitere Bilder           |                                       | Kirchstraße 2 LageFlur: 1, Flurstück: 127                                   | Geschützt sind die Konsolfiguren unter dem Freierker des nach 1900 grundlegend modernisierten Hauses. Die beiden, im Kreis einmaligen Tiergrotesken weisen darauf hin, dass es sich um einen hochwertigen, barocken Fachwerkbau handelte. Die dazugehörige Spottschrift ist heute verputzt. Im Inneren befindet sich eine besondere, schnitzverzierte Holztreppe | Anfang 20. Jahrhundert | 50930 DDB  |
| Votivtafel               | Votivtafel                            | Lange Straße 17 LageFlur: 1, Flurstück: 118/1                               | | 1753                   | 50931 DDB  |
| Laubusbach Brücke        | Laubusbach Brücke                     | Mühlstraße o. Nr. LageFlur: 1, Flurstück: 173                               | Die rundbogige Straßenbrücke über den Laubusbach aus der Zeit um 1880 besteht aus Bruchstein. | 1875 bis 1885          | 50932 DDB  |
| weitere Bilder           | Ehem. Sabelsmühle und Backhaus        | Mühlstraße 2 LageFlur: 1, Flurstück: 98/1                                   | | 1726                   | 50933 DDB  |
| Muttergotteskapelle      | Muttergotteskapelle                   | Roter Weg o. Nr. LageFlur: 3, Flurstück: 60/1                               | | 1686                   | 50934 DDB  |
|                          |                                       | Weyerer Straße 10 LageFlur: 1, Flurstück: 199                               | | 1895 bis 1905          | 50935 DDB  |
|                          |                                       | Weyerer Straße 3 LageFlur: 4, Flurstück: 152                                | |                        | 50936 DDB  |
|                          |                                       | Weyerer Straße 7 LageFlur: 2, Flurstück: 105                                | | 1895 bis 1905          | 50937 DDB  |
| Votivtafel               | Votivtafel                            | Weyerer Straße 7 LageFlur: 2, Flurstück: 105                                | | 1723                   | 50938 DDB  |